# Woiwodschap Inowrocław
Het woiwodschap Inowrocław (Pools: Województwo inowrocławskie) was van de 14e eeuw tot de Eerste Poolse Deling van 1772 een woiwodschap van Polen. Het omvatte het gebied rondom de stad Inowrocław en bestond uit twee delen: het Hertogdom Inowrocław en het Land van Dobrzyń.